# 佐々木志津子
佐々木 志津子（ささき しづこ、1953年7月27日 - ）は日本の政治家。新潟県見附市議会議員（5期）。元新潟総合テレビアナウンサー。

## 略歴
- 新潟県燕市生まれ[2]。
- 1972年 - 新潟県立三条東高等学校卒業[3]。
- 1975年 - 東京アナウンスアカデミー卒業[3]。
- 1975年 - 新潟総合テレビ入社[3][4]。
- 1985年 - 退社後、フリーアナウンサーとして活動[3]。
- 1998年 - 見附市議会議員に初当選[3]。
- 2010年 - 見附市議会副議長に就任[3]。
- 現在、7期目[5]。
- 新潟県出身のアナウンサーで唯一の地方議員である[6]。